# 田集镇
田集镇，是中华人民共和国安徽省阜阳市阜南县下辖的一个乡镇级行政单位。

## 行政区划
田集镇下辖以下地区：
田集村、东岳村、赵吴村、程寨村、张集村、杨寨村、任庙村、王大村、庞老村、赵老村、柳林村和孙寨村。